# John Owen Dominis
John Owen Dominis (10 de marzo de 1832 - 27 de agosto de 1891) fue un estadounidense que llegó a ser príncipe consorte del Reino de Hawái.

## Biografía
Hijo del Capitán John Dominis, de procedencia dálmata, y de su esposa Mary, hija de Owen Jones, de Boston, Massachusetts. Tuvo dos hermanas mayores que él, Mary Elizabeth y Frances Ann.
Realizó la carrera militar, y su grado correspondiente era de Teniente General.
El 16 de septiembre de 1862 contrajo matrimonio con Liliʻuokalani. Fue Gobernador Real de Oʻahu y Maui. No tuvieron descendencia legítima y la heredera de Liliʻuokalani fue su sobrina Victoria Kaʻiulani (1875-1899).
John tuvo un hijo, John ʻAimoku Dominis, con Mary Purdy Lamiki ʻAimoku, una asistenta de su esposa, nacido el 9 de enero de 1883.
Fue ayudante de campo del rey Kalākaua entre 1863 y 1891 y secretario privado entre 1863 y 1874.

## Distinciones honoríficas

### Distinciones honoríficas hawaianas
- Caballero Gran Cruz de la Real Orden de Kamehameha I (1874).
- Caballero Gran Cruz de la Real Orden de Kalākaua I (1876).
- Caballero Gran Cruz de la Real Orden de la Estrella de Oceanía (1887).
- Caballero Gran Cruz de la Real Orden de la Corona de Hawái (1883).

### Distinciones honoríficas extranjeras

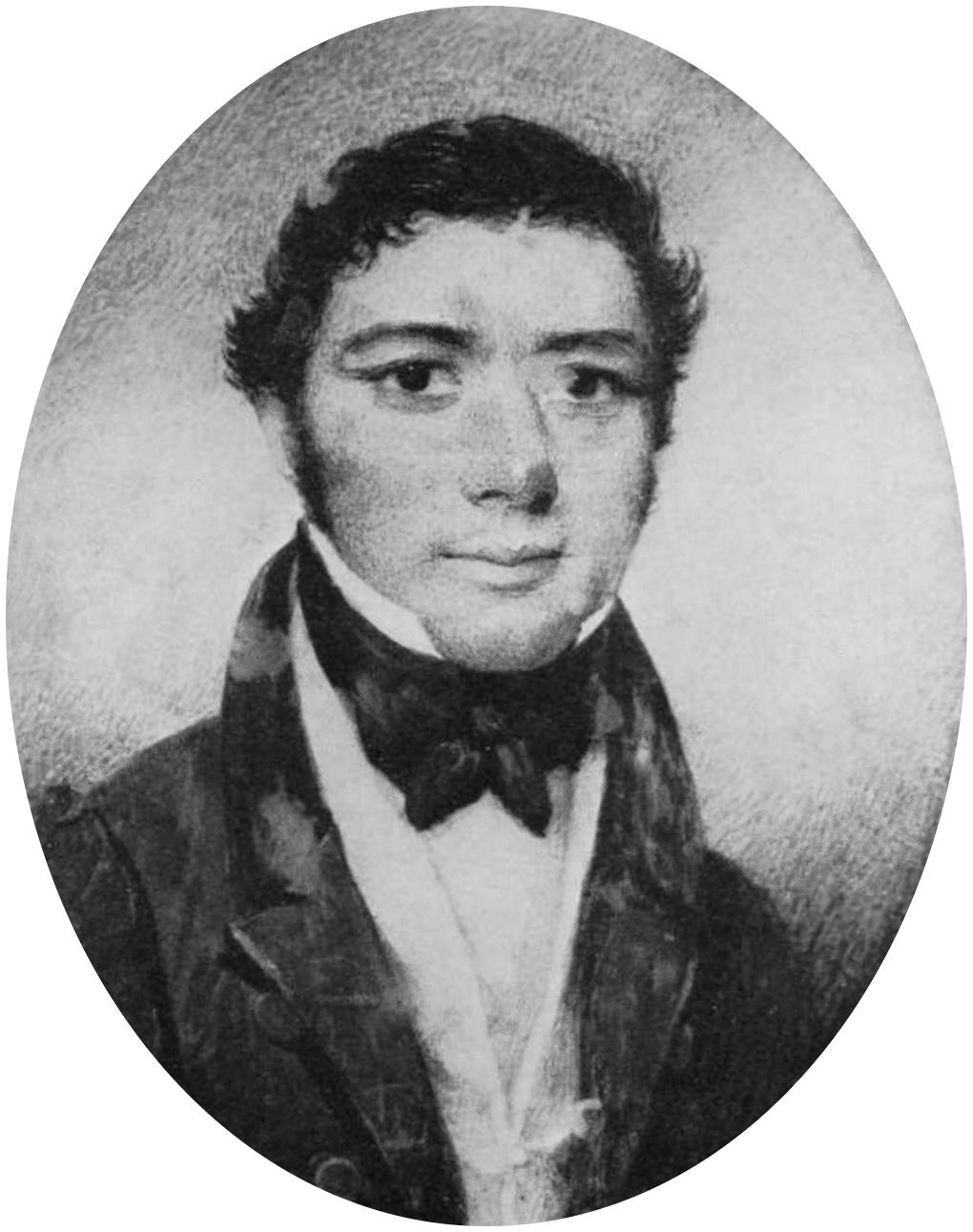
El Capitán John Dominis, padre del príncipe John.

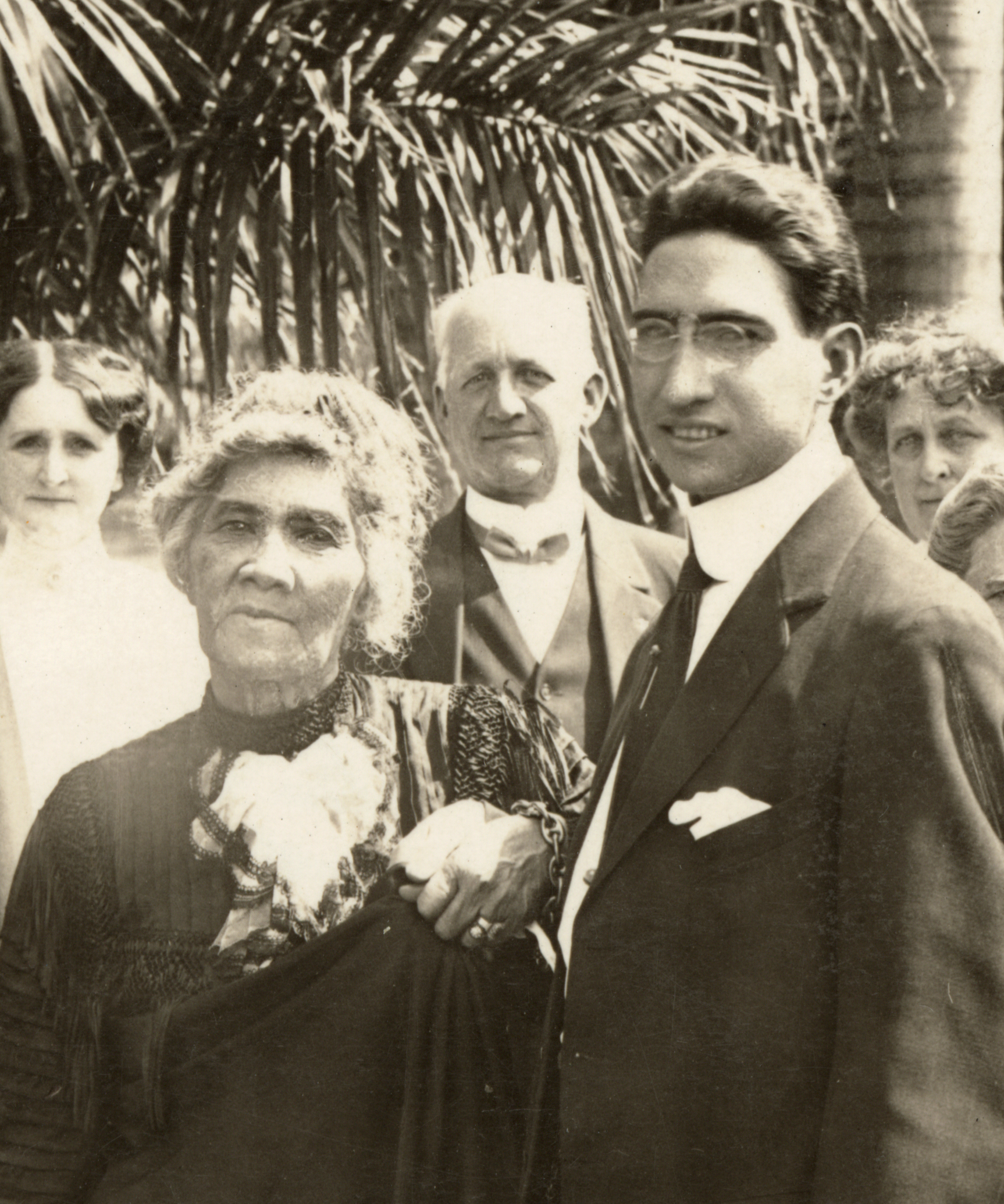
John ʻAimoku Dominis, su hijo ilegítimo, junto a Liliʻuokalani.

- Caballero Gran Cruz de la Nobilísima Orden de la Corona (Reino de Tailandia, 28/04/1881).[1]
- Caballero Gran Cruz de la Imperial Orden de Francisco José (Imperio Austrohúngaro, 1886).
- Caballero Gran Cruz de la Real Orden de Isabel la Católica (Reino de España, 1886).[2]
- Caballero Gran Cruz de la Orden del Sol Naciente (Imperio de Japón, 1890).
- Caballero Gran Cordón de la Suprema Orden del Crisantemo (Imperio de Japón, 1890).

| Predecesor: Kapiʻolani                      | Príncipe consorte de Hawái 1891-1891 | Sucesor: Fin de la Monarquía      |
| Predecesor: Mataio Kekūanāoa                | Gobernador Real de Oʻahu 1868-1891   | Sucesor: Archibald Scott Cleghorn |
| Predecesor: William Luther Kealiʻi Moehonua | Gobernador Real de Maui 1878-1886    | Sucesor: Robert H. Baker          |